# Picket Fences – Tatort Gartenzaun/Staffel 1
Die erste Staffel der US-amerikanischen Fernsehserie Picket Fences – Tatort Gartenzaun besteht aus dem 90-minütigen Pilotfilm und 21 weiteren, 45-minütigen Episoden. Sie wurde in den USA 1992/93 erstmals ausgestrahlt, in Deutschland 1995. Für diese Staffel wurde die Serie 1993 mit dem Primetime Emmy Award in der Kategorie Beste Dramaserie ausgezeichnet.

## Handlung
| Nr. (ges.) | Nr. (St.) | Deutscher Titel                   | Originaltitel           | Erstausstrahlung USA | Deutschsprachige Erstausstrahlung (D) | Regie              | Drehbuch                       |
| --- | --------- | --------------------------------- | ----------------------- | -------------------- | ------------------------------------- | ------------------ | ------------------------------ |
| 1 | 1         | Der Tod des Blechmanns            | Pilot                   | 18. Sep. 1992        | 5. Jan. 1995                          | Ron Lagomarsino    | David E. Kelley                |
| Während einer Theateraufführung wird der mit einer Blechrüstung kostümierte Lehrer Phil Banks tot aufgefunden. Es stellt sich heraus, dass er durch eine Nikotininjektion vergiftet wurde und dass er eine sexuelle Beziehung mit der jungen Tochter eines anderen Lehrers hatte. Als Sheriff Brock die Ermittlungen gegen den Vater des Mädchens richtet, legt die Witwe des Mordopfers gegenüber Jill Brock das Geständnis ab, dass sie ihren Mann aus Eifersucht ermordet habe. Ihr ärztliches Schweigegelübde brechend, verrät Jill ihrem Mann andeutungsweise, dass der Vater des Mädchens nicht der Mörder sein könne. Dadurch kommt Sheriff Brock darauf, dass die Witwe die Mörderin sein müsse. Die Staatsanwaltschaft hat jedoch keinen Erfolg damit, die Witwe als Mörderin anzuklagen, da ihr Geständnis der Schweigepflicht unterliegt. Etwas später wird die Witwe tot in ihrem Geschirrspüler aufgefunden. Es stellt sich danach heraus, dass nicht die Witwe der Mörder von Phil Banks ist, sondern doch der Vater des Schulmädchens, der auch die Witwe ermordet hat. Ihr gemeinsamer Plan zur Vertuschung des ersten Mordes war gescheitert, weil Jill ihre Schweigepflicht gebrochen hatte. |           |                                   |                         |                      |                                       |                    |                                |
| 2 | 2         | Unter der Hand                    | The Green Bay Chopper   | 25. Sep. 1992        | 9. Jan. 1995                          | Michael Pressman   | David E. Kelley                |
| Ein Schulmädchen findet eine abgehackte Hand im Straßengraben und präsentiert sie in der Schule. Es kommt der Verdacht auf, dass die Hand von einem Opfer des bislang nicht aufgespürten Serienentführers „Green-Bay-Hacker“ stammen könnte. Deshalb ermittelt das FBI in Rome. Nachdem Carter Pike ermittelt hat, dass der Mensch, von dem die Hand stammt, bereits vor seiner Verstümmelung tot war, setzt Romes Polizei juristisch gegen das FBI durch, dass sie selbst nach dem Mörder suchen darf. Das Todesopfer ist ein Zahnarzt, der zur Todeszeit Syphilis-krank war. Basierend auf diesen Erkenntnissen und der Tatsache, dass die Hand Spuren von Gurkensaft aufwies, ermittelt Maxine selbstständig den Mörder, bei dem es sich tatsächlich um den Serienentführer handelt. FBI und Polizei können diesen schließlich auffinden, wobei Maxine ihn in Notwehr erschießt. Unterdessen lässt Jimmy seine Tochter polizeilich überwachen, weil er Angst davor hat, dass sie ungeschützten Sex hat. |           |                                   |                         |                      |                                       |                    |                                |
| 3 | 3         | Mr. Dreeb kommt in die Stadt      | Mr. Dreeb Comes To Town | 2. Okt. 1992         | 16. Jan. 1995                         | Jeremy Kagan       | David E. Kelley                |
| Der kleinwüchsige Zirkusmitarbeiter Dreeb entführt einen Elefanten aus dem Zirkus, weil das Tier dort misshandelt werde. Es kommt in Rome zum Gerichtsprozess zwischen Dreeb und dem Zirkus, in dessen Verlauf Dreeb den gegnerischen Anwalt schlägt, nachdem der ihn wegen seiner Körpergröße beleidigt hatte. Ein veterinärmedizinisches Gutachten bestätigt Dreebs Behauptung, sodass Bone entscheidet, dass der Elefant nicht in den Zirkus zurückdarf. Maxine beendet ihre Beziehung mit Dreeb wegen des Größenunterschieds. Unterdessen wird dem an einem Hirntumor erkrankten Musikschullehrer gekündigt, nachdem er im Unterricht Wahnvorstellungen hatte. Die mit ihm befreundete Familie Brock plädiert erfolglos gegen die Entlassung. Schließlich stirbt der Lehrer bei der hochriskanten Hirnoperation. |           |                                   |                         |                      |                                       |                    |                                |
| 4 | 4         | Die Wahlschlacht                  | The Autumn Of Rome      | 16. Okt. 1992        | 23. Jan. 1995                         | Tom Moore          | David E. Kelley                |
| Während in Rome Wahlkampf um das Bürgermeisteramt herrscht, hat Bürgermeister Bill Pugen einen Verkehrsunfall, durch den in der Stadt ein Teufelskreis in Gang gesetzt wird. Die Polizei findet Beweismaterial, das in Pugens Auftrag ohne dessen Absicht widerrechtlich erlangt wurde. Pugen wird durch seinen Gegenkandidaten Douglas Wambaugh unter anderem wegen seiner Fettleibigkeit öffentlich diskreditiert. Der arrogante Geschäftsmann, den das Beweismaterial belastet, schüchtert einen wichtigen Zeugen ein, sodass der nicht mehr gegen ihn aussagen will. Deputy Lacos schüchtert daraufhin gesetzeswidrig den Geschäftsmann ein. Ein Teil der Gemeinde sieht die Lösung all der Probleme darin, Jimmy Brock zum Bürgermeister zu nominieren. Dieser lehnt jedoch ab, weil er erst einmal ein besserer Sheriff werden will. |           |                                   |                         |                      |                                       |                    |                                |
| 5 | 5         | Tatort Badewanne                  | Frank The Potato Man    | 23. Okt. 1992        | 30. Jan. 1995                         | Ron Lagomarsino    | Mark B. Perry, David E. Kelley |
| In Rome geht ein Einbrecher um, der in der Badewanne des Einbruchsortes badet. Bald wird in der Stadt der Obdachlose Frank Teacher, genannt „Frank, der Kartoffelmann“, wegen seines offenbar voyeuristischen und sexuell belästigenden Verhaltens vorverurteilt und – nach der Erkenntnis, dass er früher wegen Vergewaltigung verhaftet worden war – mit äußerst dürftiger Beweislage verhaftet. Wambaugh bezahlt die Kaution, sodass Frank wieder freikommt. Kurz darauf stirbt Staatsanwalt Wood, der Frank widerwillig angeklagt hatte, in der Badewanne des Grundschuldirektors, und zwar durch Streuströme. Es ist nun klar, dass Wood der Serienbadegast ist. Wegen der Vorverurteilungen verlässt Frank die Stadt. |           |                                   |                         |                      |                                       |                    |                                |
| 6 | 6         | Alle lieben Rosemary              | Remembering Rosemary    | 26. Okt. 1992        | 6. Feb. 1995                          | Donald Petrie      | David E. Kelley                |
| Vor 10 Jahren stürzte Rosemary Bauer, Ehefrau von Leo Bauer, vor den Augen des gemeinsamen Hausmädchens Karina in den Tod, der fortan als Selbstmord verstanden wurde. Seitdem leidet Karina an elektivem Mutismus. Nun spricht sie seltsamerweise das Word „Mord“, sodass Maxine entgegen dem Wunsch des um seine Wiederwahl besorgten Bürgermeisters Pugen mit Mordermittlungen beginnt. Zusammen mit Carter Pike finden sie Indizien, die Mord als Todesursache nahelegen. Die deshalb veranlasste Exhumierung ergibt, dass sich die Leiche gar nicht im Sarg befindet. Dafür findet die Polizei die Leiche im Kleiderschrank von Leo, der sie dort seit 5 Jahren aufbewahrt, um seiner Frau nahe zu sein. Es stellt sich heraus, dass Leo seine Frau aus Eifersucht und, weil sie in Karina verliebt war, aus dem Fenster stieß. |           |                                   |                         |                      |                                       |                    |                                |
| 7 | 7         | Die Herausforderung               | The Contenders          | 30. Okt. 1992        | 13. Feb. 1995                         | Mel Damski         | David Assael, David E. Kelley  |
| Jill Brock, Mitglied im Frauenverband von Rome, tritt als Kandidatin für das Bürgermeisteramt an, um damit dem Amtsinhaber Pugen Konkurrenz zu machen und ihn so zur Bewilligung der Verbandsforderungen zu zwingen. Allerdings zieht Jill ihre Kandidatur nicht zurück, nachdem Pugen den Forderungen stattgegeben hat. Im weiteren Wahlkampf konfrontiert die Presse Jill mit Unstimmigkeiten aus ihrer privaten Vergangenheit. Unterdessen organisiert Kenny für den Häftling und Ex-Boxchampion Jeffrey einen Benefizboxkampf, damit der sich einen Rechtsanwalt leisten kann. Schließlich gewinnt Jeffrey den Kampf gegen Kenny und Pugen die Wahl gegen Jill Brock und Wambaugh. |           |                                   |                         |                      |                                       |                    |                                |
| 8 | 8         | Der Todesengel                    | Sacred Hearts           | 6. Nov. 1992         | 20. Feb. 1995                         | Tom Moore          | David E. Kelley, Mark B. Perry |
| Die Leukämie-kranke Tante des Grundschuldirektors wird mit einer ganzen Orange im Mund tot aufgefunden. Es stellt sich heraus, dass die Orange Gift enthielt und ihr von einer katholischen Nonne gegeben wurde, die am Tatort gesehen worden war und die ihr damit Sterbehilfe leistete. Die Nonne wird verhaftet und gesteht der Polizei, aus Mitleid gehandelt zu haben. Bald kommt es in Rome zu Protesten gegen die Polizei und die Verhaftung sowie zur Kontroverse über das Für und Wider von Sterbehilfe. Auch aus persönlicher Erfahrung heraus erklärt Richter Bone das Gesetz gegen Sterbehilfe für unwirksam, spricht die Nonne frei und schafft damit einen Präzedenzfall. Unterdessen erfährt Howard Buss, dass er die Alzheimer-Krankheit hat. |           |                                   |                         |                      |                                       |                    |                                |
| 9 | 9         | Feiertagskrisen                   | Thanksgiving            | 13. Nov. 1992        | 27. Feb. 1995                         | Michael Pressman   | David E. Kelley                |
| Anwalt Wambaugh erwischt seine Frau nackt in flagranti mit einem anderen Mann und zeigt sie wegen Ehebruchs bei der Polizei an, allerdings erfolglos. Daraufhin verbringt er den Thanksgiving-Tag mit den Brocks. Dort ist gerade Jills 74-jähriger Vater zu Besuch, der zur Überraschung aller mit seiner nur 26-jährigen Verlobten Susanne erscheint. Wegen des Altersunterschieds und der Gefahr, Susanne wolle ihn nur aus finanziellen Gründen heiraten, kommt es zum Disput zwischen ihm und Jill. Nachdem Jill und ihr Vater erfahren haben, dass Susanne an zystischer Fibrose erkrankt ist, kommt es zur Versöhnung. |           |                                   |                         |                      |                                       |                    |                                |
| 10 | 10        | Die Schlangenfrau                 | The Snake Lady          | 4. Dez. 1992         | 13. März 1995                         | Mel Damski         | David E. Kelley                |
| Eine junge Frau wird tot mit Kopfschusswunde in ihrem Bett aufgefunden. Die Polizei ermittelt zunächst, dass es sich um Selbstmord handelt, und später, dass die Frau ihren Mann ermorden wollte, sich dabei aber versehentlich ein tödlicher Schuss löste. Schließlich ermittelt Maxine, dass sich die Schwester der Toten mit deren Ehemann bzgl. des Mordes verschworen hatte. |           |                                   |                         |                      |                                       |                    |                                |
| 11 | 11        | Wo ist dein Bruder?               | Pageantry               | 11. Dez. 1992        | 6. März 1995                          | Joan Tewkesbury    | David E. Kelley, Mark B. Perry |
| Ein Rabbiner erwirkt juristisch, dass in der Grundschule im Rahmen des jährlichen Krippenspiels Christi Geburt nicht mitaufgeführt werden darf, weil dies gegen die Trennung von Kirche und Staat verstößt. Die Polizei findet zufällig heraus, dass Grundschullehrerin Louise Talbert, die für die Rolle der Maria vorgesehen ist, transsexuell ist und seit einer Geschlechtsumwandlung kein Mann mehr, sondern eine Frau ist. Es kommt daher in Rome zu einer öffentlichen Kontroverse, ob Talberts Transsexualität gegen ihren Lehrerberuf spricht. Da Talbert bzgl. ihrer sexuellen Identität gelogen hatte, wird sie vom Schulausschuss entlassen. Der Ausschussbeschluss wird von Bone jedoch für unwirksam erklärt, da er nicht hinreichend begründet sei. Dennoch sind einige Eltern gegen Talbert als Lehrerin, sodass sie die Maria doch nicht spielen darf. Während der Aufführung sprechen die Kinder eigenmächtig einen anderen Text und sprechen sich dafür aus, Talbert nicht weiter zu diskriminieren. |           |                                   |                         |                      |                                       |                    |                                |
| 12 | 12        | Das Fest der Liebe                | High Tidings            | 18. Dez. 1992        | 20. März 1995                         | Oz Scott           | David E. Kelley                |
| In der Weihnachtszeit erwischen Jill und Jimmy Kim erstmals beim Sex, woraufhin Jimmy ihr Hausarrest erteilt und es zu einem Streit kommt. Kim holt ihre leibliche Mutter Lydia zu Hilfe, die in den Streit involviert wird. Schließlich entschließt sich Kim gegen ihre zunächst geäußerte Absicht, zu Lydia umzuziehen. Unterdessen kommt es auf der Polizeiwache zu einer Geiselnahme durch einen psychisch gestörten Mann im Weihnachtsmannkostüm. |           |                                   |                         |                      |                                       |                    |                                |
| 13 | 13        | Der Froschmann                    | Frog Man                | 8. Jan. 1993         | 29. März 1995                         | Michael Schultz    | David E. Kelley, Mark B. Perry |
| In Rome verübt ein Unbekannter Straftaten und hinterlässt an den Tatorten stets einen Frosch, weshalb er von der Polizei Froschmann genannt wird. Die Polizei hat den Zoohändler Lebek unter Verdacht, der sich für einen Frosch hält und zu Hause lauter Frösche hält. Sein Sohn Milton wird in der Schule als Außenseiter gehänselt. Nachdem Lacos in Lebeks Geschäft von einer Person mit Froschmaske angeschossen wurde, lässt Maxine Lebek verhaften. Obwohl Lebek seine Schuld eingesteht, wird die Klage gegen ihn abgewiesen, weil seine Verhaftung ohne Haftbefehl erfolgte. Schließlich erweist sich, dass Milton der Froschmann ist und dass sein Vater gestand, um ihn zu schützen. |           |                                   |                         |                      |                                       |                    |                                |
| 14 | 14        | Kritische Jahre                   | Bad Moons Rising        | 15. Jan. 1993        | 5. Apr. 1995                          | Alan Myerson       | David E. Kelley                |
| Carter Pike hat eine Romanze mit der in Scheidung lebenden Frau Alice Freeman. Kurz nachdem sie Carter wegen dessen angeblicher Zudringlichkeit tätlich angegriffen hat, ermordet sie ihren Ehemann, indem sie ihn mit einer Dampfwalze überfährt. Im Gerichtsprozess argumentiert ihr Verteidiger Wambaugh, dass ihr Verhalten mit Unzurechnungsfähigkeit durch das Klimakterium zu erklären sei. Wambaugh weist im Prozess nach, dass der Frauenarzt, der eigentlich als Experte im Sinne der Anklage gegen Wambaughs Behauptung aussagen soll, unglaubwürdig ist. Schließlich wird Freeman von der Jury wegen Unzurechnungsfähigkeit freigesprochen, sodass ein Präzedenzfall geschaffen wird. Wenig später bemerkt Carter aber, dass Freeman mit dem Frauenarzt liiert ist. Unterdessen muss Matthew erkennen, dass er nun in der Pubertät ist. |           |                                   |                         |                      |                                       |                    |                                |
| 15 | 15        | Trautes Heim, Glück allein        | Nuclear Meltdown        | 22. Jan. 1993        | 12. Apr. 1995                         | Jeremy Kagan       | David E. Kelley                |
| Kim erfährt über ihre schwangere Freundin, dass diese ein sexuelles Verhältnis zu ihrem Vater hat. Die Polizei verhaftet den Mann daraufhin wegen Inzest. Erst im Gerichtsprozess stellt sich heraus, dass die Schwangere gar nicht die Tochter, sondern die Ehefrau des Mannes ist, der als Mormone im Rahmen seiner Glaubensfreiheit das Leben in Bigamie beansprucht. Bone empfiehlt daraufhin, dass der Mann die Ehe zu der Schwangeren auflösen solle, damit ein nationaler Musterprozess um das Für und Wider von Polygamie vermieden wird. Unterdessen verliebt sich Kenny in eine Frau, die kurz darauf in Rome zufällig ihre Zwillingsschwester wiedertrifft, von der sie als Baby getrennt worden war. Zugleich ermittelt Maxine in einem Fall von Tiertötung, die sich als Versehen erweist und ebenfalls im Zusammenhang mit Glaubensfreiheit steht. |           |                                   |                         |                      |                                       |                    |                                |
| 16 | 16        | Lebenswichtig                     | The Body Politic        | 5. Feb. 1993         | 19. Apr. 1995                         | Mel Damski         | David E. Kelley                |
| Sheriff Brock findet heraus, dass der homosexuelle Gemeindezahnarzt Paymer HIV-positiv ist, dies aber seinen Patienten verschweigt. Deshalb verliert der Zahnarzt seinen Job. Im Gerichtsprozess um die Frage, ob diese Entscheidung der Stadt gerechtfertigt war, entscheidet Bone zu Gunsten des Zahnarztes, dessen HIV-Infektion statistisch bedingt keine Gefahr für seine Patienten darstelle. Unterdessen entdeckt die Polizei, dass ein Mann seine im dritten Monat schwangere und hirntote Frau künstlich am Leben erhält, um das Baby heranwachsen zu lassen. Obwohl die Frau verfügt hatte, keine lebensverlängernden Maßnahmen zu ergreifen, entscheidet Bone, dass ihre Bereitschaft zur Organspende dem Wunsch ihres Mannes nicht im Wege steht, die Organe der Frau zum Gedeihen des Babys zu nutzen. |           |                                   |                         |                      |                                       |                    |                                |
| 17 | 17        | Amor schießt scharf               | Be My Valentine         | 12. Feb. 1993        | 26. Apr. 1995                         | Dan Lerner         | David E. Kelley                |
| Maxine schlussfolgert daraus, dass Sheriff Brock am Hintern von einem Pfeil getroffen wurde, auf das erneute Auftreten des Serienkillers „Amor“, der nunmehr in Rome sein Unwesen treibe. Bei ihren mit Kenny durchgeführten Undercover-Ermittlungen erhält sie unverhofft Unterstützung durch den Ex-FBI-Agenten Jenkins, dessen Frau durch „Amor“ ermordet worden war und der auf Rache sinnt. Zudem wird der zu Hilfe gerufene FBI-Agent Morrell ebenfalls von einem Pfeil getroffen. Der Verdächtige Ben Sasha stellt sich schließlich als Täter heraus, allerdings nicht als alleiniger Täter, sondern als Komplize von Jenkins, mit dem Sasha zudem homosexuell ist. |           |                                   |                         |                      |                                       |                    |                                |
| 18 | 18        | Der Besucher                      | Fetal Attraction        | 1. Apr. 1993         | 3. Mai 1995                           | Martin Davidson    | David E. Kelley                |
| Der Neurochirurg Dr. David Williams, Ex-Liebhaber von Jill, kommt nach Rome, um einen Patienten, der Parkinson-bedingt nicht mehr sprechen kann, zu operieren und zu heilen. Dazu plant er Gewebe aus toten Föten zu entnehmen, die nach Schwangerschaftsabbrüchen anfallen. Da die Operationsmethode experimentell ist, verbietet das örtliche Krankenhaus ihm zu operieren. Arzt und Patient klagen bei Gericht gegen das Verbot des Krankenhauses. Kirchenvertreter befürworten das Operationsverbot, weil sie eine Zunahme von Abtreibungen befürchten. Nachdem Bone die Klage abgewiesen hat, setzen sich David und Jill eigenmächtig über das Verbot hinweg und operieren, weshalb sie anschließend tagelang in Haft kommen. Parallel küssen sich Jill und David, sodass Jimmy wütend auf Jill wird. |           |                                   |                         |                      |                                       |                    |                                |
| 19 | 19        | Ich sehe was, was du nicht siehst | Sightings               | 8. Apr. 1993         | 10. Mai 1995                          | Elliot Silverstein | Kimberly Costello              |
| Vor dem Haus der Brocks wird eine männliche jüdische Leiche gefunden. Auch da sie Verbrennungen aufweist, schließt Carter Pike nach der Obduktion darauf, dass der Tote 1955 beim Absturz eines UFOs verstrahlt wurde, dessen Existenz die Regierung leugnet. Nachdem Carter am Himmel ein UFO gesehen zu haben glaubt, begründet er in einem Presseinterview die Todesursache offiziell mit dem UFO-Absturz. Sheriff Brock sieht dadurch Carters Glaubwürdigkeit verloren und entlässt ihn. Carter prozessiert gegen diese Entscheidung. Schließlich ergibt sich, dass eine hinzugekommene NASA-Vertreterin die Leiche absichtlich in Rome platziert hatte, um den Gerichtsprozess zu provozieren und so auf den UFO-Absturz aufmerksam zu machen. Daher wird Carter wieder angestellt. |           |                                   |                         |                      |                                       |                    |                                |
| 20 | 20        | Die Würde des Menschen            | Rights Of Passage       | 15. Apr. 1993        | 17. Mai 1995                          | Michael Fresco     | David E. Kelley                |
| Die Klage eines Indianerstamms gegen das Vorhaben der Stadt Rome, einen Indianerfriedhof für einen Golfplatz zu opfern, wird abgewiesen. Daraufhin erklären die Indianer gedemütigt der Stadt den Krieg und verschanzen sich bewaffnet im Gerichtsgebäude, um ihre Kultur zu schützen. Gespräche zwischen Häuptling und Stadtvertretern, den Streit friedlich zu schlichten, sind ergebnislos. Nach Ablauf eines Ultimatums der Stadt beschießen sich beide Seiten. Als die Indianer aufgeben wollen, wird der Häuptling angeschossen, sodass er kurz darauf stirbt. Unterdessen behandelt Jill einen in den Augen ihrer Mutter zu kleinen Jungen zwecks Wachstumsbeschleunigung mit Hormonen. Ginny als Kleinwüchsige fühlt sich deshalb gedemütigt und organisiert eine Demonstration mit mehreren Liliputanern, die jedoch keinen Erfolg hat. |           |                                   |                         |                      |                                       |                    |                                |
| 21 | 21        | Versuchungen                      | Sugar And Spice         | 29. Apr. 1993        | 24. Mai 1995                          | Alan Myerson       | David E. Kelley                |
| Kim probiert mit ihrer jugendlichen Freundin Lisa aus, einander zu küssen. Durch Indiskretion entsteht unter Freunden und Familienangehörigen das Gerücht, die beiden seien lesbisch. Die Eltern der beiden geraten in große Besorgnis. Schließlich erkennt Kim, dass sie nicht lesbisch ist. Unterdessen bezieht Sheriff Brock seine Deputys Maxine und Kenny in die engere Auswahl ein für den offenen Posten seines Stellvertreters. Jimmy verweigert Maxine die Stelle, weil er sie als Frau für zu schwach gerüstet dafür hält, lauter Männer zu befehligen. Maxine fühlt sich unter anderem dadurch sexuell diskriminiert und verklagt den Sheriff daraufhin erfolgreich, sodass Kenny den Job doch nicht erhält. Allerdings erhält ihn auch Maxine nicht, weil der Sheriff sie wegen ihrer Klage für unreif hält. |           |                                   |                         |                      |                                       |                    |                                |
| 22 | 22        | Mutterfreuden                     | The Lullaby League      | 6. Mai 1993          | 31. Mai 1995                          | Michael Pressman   | David E. Kelley                |
| Zur Freude aller darf Zach eine bekannte Sängerin mit der Posaune begleiten. Bei der Aufführung bricht die Frau aber zusammen, sodass sie ins Krankenhaus kommt. Schwer leberkrank, braucht sie eine neue Leber. Da keine menschliche Leber verfügbar ist, erhält sie vorübergehend eine Schweineleber transplantiert, wofür zunächst eine Sau ins Krankenhaus gebracht werden muss. Unterdessen stoppt Maxine eine hochschwangere Raserin und hilft ihr am Straßenrand bei der Geburt ihrer Tochter. Maxine wird zur Ersatzmutter, als die polizeilich gesuchte leibliche Mutter plötzlich verschwindet. Als diese jedoch wieder erscheint, muss sich Maxine schweren Herzens von dem Baby trennen. |           |                                   |                         |                      |                                       |                    |                                |